# Verbandsgemeinde Bad Breisig
Bad Breisig is een verbandsgemeinde in het Duitse district Ahrweiler in de Duitse deelstaat Rijnland-Palts. Het gemeentehuis staat in Bad Breisig. 

## Gemeenten
1. Bad Breisig
2. Brohl-Lützing
3. Gönnersdorf
4. Waldorf